# یواس‌اس اروین (دی‌دی-۷۹۴)
یواس‌اس اروین (دی‌دی-۷۹۴) (به انگلیسی: USS Irwin (DD-794)) یک کشتی بود که طول آن ۳۷۶٫۵ فوت (۱۱۴٫۸ متر) بود. این کشتی در سال ۱۹۴۳ ساخته شد.